# Орден Белого орла с мечами
Орден Белого орла с мечами (серб. Орден Белог орла са мачевима) — государственная награда Сербии.

## История
Орден Белого орла с мечами был учреждён Законом 26 октября 2009 года «О наградах Республики Сербии» как награда за выдающиеся достижения в создании системы обороны или особые заслуги в командовании и управлении воинскими частями Вооружённых сил Сербии. Орден может вручаться военным частям, организациям или учреждениям, отличившимся в подготовке обороны страны.
Орден присуждается указом Президента Сербии и вручается, как правило, в День государственности ежегодно 15 и 16 февраля, и может вручаться как физическим лицам, так и организациям и учреждениям.
За основу дизайна ордена взят югославский королевский орден Белого орла.

## Степени
Орден имеет три класса:
- Кавалер ордена 1 степени — знак ордена на чрезплечной ленте, звезда ордена на левой стороне груди.
- Кавалер ордена 2 степени — знак ордена на шейной ленте.
- кавалер ордена 3 степени — знак ордена на нагрудной ленте, сложенной треугольником.

## Описание
Знак ордена — золотая плоская фигурка двуглавого орла белой эмали с прорисовкой золотом деталей голов, лап, перьев. На груди орла овальный медальон с красной эмали с прямым крестом белой эмали и изображениями золотых геральдических огнив по сторонам от него. За головами орла лента синей эмали, на которую наложены два перекрещенных золотых меча. Лента крепится к золотой королевской короне.
Знак при помощи кольца крепится к орденской ленте.
Звезда ордена серебряная восьмиконечная, формируемая пучками разновеликих двугранных заострённых лучиков, расположенных пирамидально. В центре звезды знак ордена.
Лента ордена красного цвета с двумя серыми полосками, отстающими от края.

### Символы
Символами ордена являются орденские планки.
| Орденские планки         | Орденские планки         | Орденские планки         |
| ------------------------ | ------------------------ | ------------------------ |
| Кавалер ордена 1 степени | Кавалер ордена 2 степени | Кавалер ордена 3 степени |
|                          |                          |                          |
|                          |                          |                          |